# L'uomo del Texas
L'uomo del Texas (Lone Texan) è un film del 1959 diretto da Paul Landres.
È un western statunitense ambientato nel 1865 con Willard Parker, Grant Williams e Audrey Dalton. È basato sul romanzo Lone Texan di James Landis.

## Produzione
Il film, diretto da Paul Landres su una sceneggiatura di James Landis e Jack W. Thomas e un soggetto dello stesso Landis, fu prodotto da Jack Leewood per la Regal Films e girato dal 7 aprile 1958.

## Distribuzione
Il film fu distribuito con il titolo Lone Texan negli Stati Uniti dal 1º marzo 1959 al cinema dalla Twentieth Century Fox.
Altre distribuzioni:
- in Svezia il 23 febbraio 1959 (Våld i Texas)
- in Messico il 13 agosto 1960 (El texano solitario)
- in Grecia (Oi tromokratai sygrouontai)
- in Italia (L'uomo del Texas)
- nei Paesi Bassi (De eenzame vechter uit Texas)

## Promozione
La tagline è: An AVENGING GUN...searching the West!.